# Teatro comunale (Bucine)
Il teatro comunale di Bucine si trova in via del Teatro 14.

## Storia e descrizione
Il teatro venne realizzato in posizione dominante rispetto al centro storico, all'inizio del XX secolo, per iniziativa della Società Filarmonica di Bucine. La facciata, di forme neoclassiche di ambito eclettico, caratterizza il teatro e gli rende una discreta visibilità. Il teatro, come molte strutture nate da sodalizi musicali e filodrammatici locali, ha però subito un progressivo processo di decadimento parallelamente all'estinguersi dell'associazione che l'aveva realizzato. In particolare la struttura subì importanti modifiche al suo interno nell'ultimo dopoguerra quando furono rifatti integralmente il pavimento, la nuova galleria e la scala di accesso.
Estintasi la Società Filarmonica, il teatro è stato affidato all'amministrazione comunale che ne ha acquisito anche la proprietà e ha realizzato un piano generale di recupero e adeguamento della struttura su progetto dell'ingegner Franco Matteini e dell'architetto Roberto Verdelli. Il teatro, nella nuova redazione, presenta una sala rettangolare e un ampio loggione in grado di ospitare 265 spettatori; il palcoscenico, discretamente ampio ma non molto profondo, è stato comunque completamente rinnovato nelle sue dotazioni sceniche.